# Thomas Demand
Pour les articles homonymes, voir Demand.
Thomas Demand, né en 1964 à Munich (Allemagne), est un photographe et artiste contemporain allemand. Grand passionné de la photographie, il invente des maquettes en papier, les photographie avant de les détruire.

## Biographie
Il suit ses études à l'Académie der Bildenden Künste de Munich (1987-1989), au Staatliche Kunstakademie de Düsseldorf (1989-1992), à la Cité des Arts à Paris (1992-1993), et au Goldsmiths College à Londres (1993-1994).
Il vit et travaille actuellement à Berlin.

## Œuvre
Il reconstitue à l'échelle 1/1 des simulacres de décors réels d'architecture et/ou historique, dans une version simplifiée en carton et les photographie ensuite.
Parmi ses œuvres, on trouve des archétypes ou versions ré-interpretées de lieux anodins tels que des halls d'immeubles, des bureaux, des salles de bains, mais ces lieux peuvent aussi s'inspirer d'une imagerie liée à l'histoire ou l'actualité (Bureau ovale de la Maison-Blanche, salle de commande ruinée et à l'abandon d'une centrale nucléaire évoquant celle de Fukushima Daiichi, scènes de faits divers).
En 1994, il reconstitue le bunker de Hitler où il échappa de justesse à un attentat. En 1999, il reproduit le tunnel à deux voies du pont de l'Alma où Lady Di a trouvé la mort. Sa dernière installation est la reconstitution de l'ambassade du Niger à Rome où les Américains ont affirmé en 2003 avoir trouvé des documents établissant que l'Irak fabriquait de l'uranium enrichi, établissant un lien trouble entre des fausses preuves réelles et son faux décor, la photographie devenant une arme politique.
En 2008, Demand a opéré un déplacement radical dans sa pratique, en passant du monumental à l’intime et au quotidien. Pour la série The Dailies, l’artiste s’est mis à fabriquer des maquettes en papier reproduisant des photographies prises avec son téléphone lors de promenades dans son quartier ou au cours de ses voyages. Ces œuvres de taille réduite, imprimées avec le procédé Dye Transfer sont encadrées comme des photographies traditionnelles et représentent des scènes ordinaires, parfois teintées d’un comique absurde — chewing-gum collé sur une bouche d’aération, gobelet en plastique planté dans une clôture grillagée, pot de glace au yaourt accompagné de sa cuillère en plastique rose, linge derrière le hublot d’une machine à laver, laisse de chien attachée à un lampadaire, l’animal tenu captif se trouvant hors champ. À l’opposé des grandes œuvres historiques de Thomas Demand par la modestie de leur échelle et de leurs sujets, les Dailies mettent l’accent sur l’intimité et sur l’attention portée aux instants imprévus.
En 2011, lors de sa résidence au Getty Research Institute de Los Angeles il a choisi de s’intéresser directement aux travaux préparatoires créés en papier par les architectes et les grands couturiers. Qu’elles présentent des vues fragmentées des maquettes frêles et étonnamment provisoires conçues par l’architecte John Lautner, et par l’agence contemporaine d’architecture SANAA, ou qu’elles nous montrent la radicalité des patrons dessinés par le styliste Azzedine Alaïa, les Model Studies révèlent que le monde qui nous entoure repose sur du papier.
En 2012, il réalise Pacific Sun, un film en stop-motion dans lequel il reproduit deux minutes d’images enregistrées par la caméra de surveillance d’un navire de croisière, le Pacific Sun, au moment où, pris dans une tempête tropicale au large des côtes néozélandaises, il était battu par des vagues gigantesques. Demand, qui a effacé l’équipage et les passagers, a passé des mois à reproduire le va-et-vient désordonné des tables, des chaises, des meubles de rangement, des assiettes en papier, d’un écran d’ordinateur et d’une simple plante en pot.
En 2021, il réalise les cinq clichés composant la série Refuge qui décrivent la chambre blafarde, stéréotypée et angoissante qu’aurait occupée le lanceur d’alerte américain Edward Snowden après avoir fui en Russie. Prises ensemble, ces photographies soulignent la banalité de l’état d’urgence dans le monde contemporain de la surveillance technologique.
- 1993 :
  - Fabrik (mit Namen).
- 1995 :
  - Archive, au Solomon R. Guggenheim Museum, à New York[1].
- 1996 :
  - Room (Zimmer), au Museum of Modern Art, à New York.
  - Zeichensaal (Drafting Room), à la Tate Gallery, à Londres.
- 1997 :
  - Studio, au Museum of Modern Art, à New York.
- 1999 :
  - Copyshop.
- 2000 :
  - Podium.
- 2001 :
  - Gangway, au Museum of Modern Art, à New York.
  - Poll, au Museum of Modern Art, à New York; au Museum of Contemporary Art, à Chicago.
  - Stapel/Pile.
- 2003 :
  - Clearing, au Museum of Modern Art, à New York.
- 2004 : 
  - Trick, au Museum of Modern Art, à New York.
  - Leuchtkasten (Lightbox), au Hirshhorn Museum and Sculpture Garden, à Washington D.C.
- 2006 :
  - Landing, au Norton Museum of Art, à West Palm Beach (Floride) ; à la Queensland Gallery of Art, à Brisbane.
  - Tavern, à la Tate Gallery, à Londres.
  - Grotto.
  - Klause 5.
  - Shed.
- 2007 :
  - Camera.
  - Embassy IV.
- 2008
  - The Dailies
- 2011
  - Model Studies
- 2012
  - Pacific Sun
- 2021
  - Refuge

## Expositions
- Galerie de l'ancienne Poste, Calais, 1996
- Galerie Tanit, Munich, 1996
- Max Protetch Gallery, New York, 1996
- Galerie Monika Spruth, Cologne, 1997
- Victoria Miro Gallery, Londres, 1997
- Centre d'art contemporain, Vassivière-en-Limousin, 1997
- Kunsthalle Zürich, 1998
- Kunsthalle, Bielefeld, 1998
- Galleria Monica de Cardenas, Milan, 1998
- 303 Gallery, New York, 1998
- Galerie Schipper + Krome, Berlin, 1998
- Kunstverein, Fribourg, 1998
- Tunnel, Art Now 16, Tate Gallery, Londres, 1999
- Fondation Cartier pour l'art contemporain, Paris, 2000-2001
- Victoria Miro Gallery, Londres, 2000-2001
- Galerie Peter Kilchmann, Zurich, 2000-2001
- Galerie Monika Spruth, Cologne, 2000-2001
- Aspen Art Museum, Aspen, 2001
- Thomas Demand con Caruso St. John architetti, Galleri d'art moderna, 2001
- Palazzo Pitti, Florence, 2001
- De Appel, Amsterdam, 2001
- ArtPace, San Antonio, 2001
- Sprengel Museum, Hanovre, 2001
- 303 Gallery, New York, 2001
- Lenbachhaus, Munich, 2002
- Castello de Rivoli, Turin, 2002
- SITE Santa Fe, Santa Fe, 2002
- Hof, Schipper & Krome, Berlin, 2002
- Taka Ishii Gallery, Tokyo, 2003
- Neue Nationalgalerie, Berlin, 2009
- Fondation Christian et Yvonne Zervos, 2012
- Trait papier, essai sur le dessin contemporain. Musée des beaux-arts de La Chaux-de-Fonds, 2012
- Animations, Fondation Phi pour l’art contemporain, Montréal, 2013
- The Stutter of History, exposition itinérante organisée par la FEP - Foundation for the Exhibition of Photography, 2022-2025
  - The Stutter of History, UCCA Edge, Shanghai, 2022
  - Thomas Demand. Le bégaiement de l'histoire, Jeu de Paume, Paris, 2023
  - The Stutter of History, Musée d'Israël, Jérusalem, 2023-2024
  - The Stutter of History, Musée des Beaux-Arts, Houston, 2024
  - The Stutter of History, Musée des Beaux-Arts, Taipei, 2024-2025
- Formes et patrons d'Azzedine Alaïa par Thomas Demand, Fondation Azzedine Alaïa, Paris, 2023
- memo, Galerie Esther Schipper, Paris, 2023